# جيلبرتو كارلوس ناسيمنتو
جيلبرتو كارلوس ناسيمنتو (بالبرتغالية: Gilberto Carlos Nascimento‏) (مواليد 14 يونيو 1966) هو لاعب كرة قدم. يلعب مع منتخب البرازيل لكرة القدم منذ عام 1988.

## وصلات خارجية
- جيلبرتو كارلوس ناسيمنتو على موقع رابطة كرة القدم اليابانية للمحترفين (اليابانية)
- جيلبرتو كارلوس ناسيمنتو على موقع قاعدة بيانات كرة القدم.إي يو (الإنجليزية)
- جيلبرتو كارلوس ناسيمنتو على موقع ناشيونال فوتبول تيمز (الإنجليزية)
- جيلبرتو كارلوس ناسيمنتو على موقع Soccerway.com (الإنجليزية)
- جيلبرتو كارلوس ناسيمنتو على موقع عالم كرة القدم.نت (الإنجليزية)

- National Football Teams